# رامي مالك
رامي سعيد مالك (بالإنجليزية: Rami Malek)‏ (ولد في لوس أنجلوس، في 12 مايو 1981 –) هو ممثل ومنتج تلفزيوني أمريكي من أصل مصري. بدأ حياته الفنية في عام 2004، وشارك في العديد من الأفلام والمسلسلات. حاز على عدة جوائز من بينها جائزة الأوسكار لأفضل ممثل، وجائزة غولدن غلوب لأفضل ممثل في فيلم دراما، وجائزة البافتا لأفضل ممثل، وجائزتي إيمي وجوائز أخرى.
ولد وترعرع في لوس أنجلوس بكاليفورنيا، التحق بجامعة إيفانسفيل في إنديانا، وتخرج فيها بشهادة بكالوريوس في المسرح. أشتهر بدور «إليوت ألدرسون» في مسلسل السيد روبوتعلى شبكة يو إس إيه نيتورك. أكسبه أداؤه في المسلسل جائزة اختيار النقاد للأفلام لأفضل ممثل، وجائزة إيمي، وكذلك ترشيحات لجوائز من بينها الغولدن غلوب لأفضل ممثل في مسلسل درامي، ونقابة ممثلي الشاشة.
عمل في سلسلة من الأدوار المساعدة في السينما والتلفزيون، بما في ذلك ثلاثية ليلة في المتحف: (1 - 2 - 3)، ومسلسل الهادئ (2010)، ثم ملحمة الشفق: بزوغ الفجر 2 (2012)، والفيلم الدرامي مدي قصير 12 Short Term 12 (سنة 2013).
في عام 2018، لعب مالك دور البطولة في فيلم سيرة ذاتية الملحمة البوهيمية، جسد فيه شخصية المغني الإنجليزي الشهير فريدي ميركوري، وحصل أداؤه على إشادة النقاد، حاز على العديد من الجوائز والتكريمات. يعتبر أيضاً من الداعين للتنوع في هوليوود؛ نظرًا لكون أبويه مهاجرين، ويقوم باختيار الأدوار سعيًا لتحقيق هذه الغاية. يشارك رامي مالك في فيلم لا وقت للموت من السلسلة الشهيرة (جيمس بوند)، والذي عُرض في سبتمبر 2021.

## النشأة
ولد مالك في لوس أنجلوس، في 12 مايو 1981، لآبوين مهاجرين مصريين، «سعيد مالك» و«نيللي عبد الملك». كما صرح أيضا أن لديه أصول يونانية. غادر والداه القاهرة في عام 1978 بعد أن أُعجب والده الذي عمل مرشدًا سياحيًا بالزوار من الغرب. استقرا في شيرمان أوكس في لوس أنجلوس. عمل والده بعد ذلك في بيع التأمين، في حين أن والدته عملت محاسبةً. تربى مالك وسط عائلته القبطية الأرثوذكسية، وتحدث اللغة العربية في المنزل حتى سن الرابعة. لدى مالك شقيق توأم اسمه «سامي»، وهو أصغر سنًا بأربع دقائق، ويعمل معلمًا. لدى مالك شقيقة، اسمها «ياسمين»، وهي طبيبة طوارئ. اهتم والداه بمحافظة أطفالهم على جذورهم المصرية، وكثيرا ما أعطاه والده الهاتف للحديث مع عائلتهم الناطقة بالعربية من مسقط رأسهم سمالوط.
قضى مالك الكثير من الوقت في طفولته بـ«خلق الشخصيات وأداء الأصوات»، ولذلك بحث عن منفذ لتلك الطاقة بحسب تعبيره. ذهب مالك إلى ثانوية نوتردام، وكانت في نفس صفه الممثلة رايتشل بيلسن. كيرستين دانست، والتي كانت أصغر منه سنًا بسنة واحدة، ذهبت إلى نفس المدرسة، وكان كلاهما في صف المسرح معا. كان والداه يرغبان أن يصبح محاميًا، وهكذا انضم إلى فريق المناظرات. على الرغم من أنه كافح في تشكيل الحجج، لاحظ معلمه موهبته في مجال التأويل الدرامي، وشجعه بدلًا من ذلك على تمثيل مسرحية زومان والإشارة Zooman and The Sign في المسابقة. كان رد فعل والديه الإيجابي على أدائه دافعا لإقدامه على دخول مهنة التمثيل. ساعد الأداء الأول مالك على إدراك «قوة التمثيل» لأنها كانت أول مرة يرى فيها والده يصبح عاطفيا. قال مالك: «على خشبة المسرح واجهت هذه اللحظة مع والدي مع مجموعة من الناس [الجمهور]، ولكن بعد ذلك فكرت، شيء خاص حقا يحدث هنا».
بعد تخرجه في عام 1999، ذهب إلى دراسة المسرح في جامعة إيفانسفيل، في إيفانسفيل بإنديانا، حيث حصل على بكالوريوس الفنون الجميلة في عام 2003. كرمت الكلية في وقت لاحق مالك بجائزة عام 2017 للشباب خريجي الجامعة، «وتُعطى الجائزة إلى أولئك الذين حققوا النجاح الشخصي، وساهموا بخدمات إلى المجتمع وإلى الجامعة.»

## مسيرته

### أعماله الأولى: 2004-2009

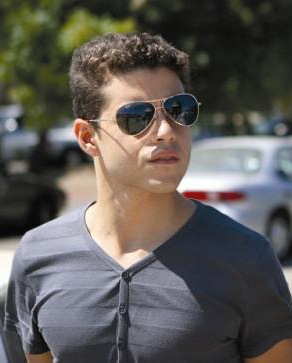
مالك في 2007.

بعد تخرجه من الجامعة، أراد مالك الالتحاق بكلية الدراسات العليا للمسرح، لكن، مع زيادة ديون الجامعة، انتقل بدلًا من ذلك إلى نيويورك، حيث اشترك بغرفة بسرير واحد في شقةٍ في الجانب الشرقي السفلي مع أصدقاء كانوا أيضًا في مجتمع المسرح. تضمنت شبكة أصدقائه كتًابًا ومخرجين اجتمع البعض منهم معًا لتشكيل مشروع سلانت المسرحي (Slant)، وقدموا مسرحياتهم الخاصة في أنحاء المدينة.
عند زيارته لعائلته في لوس أنجلوس، قابل مديرة التمثيل مالي فين التي أقنعته بالبقاء والبحث عن عمل في هوليوود. بعد انتقاله ليعيش مع والديه، عمل مالك في توصيل البيتزا، وصنع سندويتشات الفلافل والشاورما في مطعم في هوليوود لتغطية نفقاته. على الرغم من إرسال سيرته الذاتية إلى شركات الإنتاج، فقد وجد صعوبةً في الحصول على عمل كممثل، مما أدى إلى إصابته بنوبات اكتئاب، وفقدان ثقته بنفسه. فكر في الحصول على رخصة عقارية بدلًا من المتابعة في مهنة التمثيل.
بعد سنة ونصف، تلقى أخيرًا اتصالًا هاتفيًا من مديرة التمثيل مارا كيسي. طلبت أن تتحدث إلى مدير أعماله. عندما أقر بأنه لا يمتلك مدير أعمال، طلبت منه أن يحصل على واحد أولًا. بعد خوضهما محادثةً لطيفةً، اقترح مالك أن يلتقيا على أي حال. وقد وافقت، وأدى اللقاء إلى حصوله على دوره الأول في كوميديا الموقف التلفزيونية التي تحمل عنوان بنات غيلمور، وعُرضت الحلقة التي مثل فيها للمرة الأولى في شهر يناير عام 2004. في السنة ذاتها، مثّل بطولةً في الإنتاج التلفزيوني «الولد جوني» في مسرح فالكون الذي يتسع لـ130 مقعدًا في بربانك (كاليفورنيا)، ولاحقًا في الإنتاج الذي يحمل عنوان «أحذية» أمام كيلي غيديش في مشروع سلانت المسرحي في مدينة نيويورك. أدى أيضًا أدوارًا صوتيةً «لشخصيات إضافية» للعبة الفيديو هيلو 2 (Halo 2) التي لم يتلقى الثناء عليها. في عام 2005، حصل على بطاقة نقابة ممثلي الشاشة على عمله في حلقتين من دراما ستيفين بوشكو التي تحمل عنوان هناك (Over There). لاحقًا ذلك العام، ظهر في حلقة من وسيط روحاني (Medium). واختير لأداء الدور البارز كيني، في المسلسل الكوميدي الذي يحمل عنوان الحرب في المنزل على قناة فوكس. حصلت قصة «إفصاح كيني عن ميوله المثلية» على التقدير من منظمة غلاد (مثليين ومثليات ضد التشهير). في عام 2006، ظهر مالك في أول فيلم روائي طويل له بصفته الفرعون أخمنرع في الفيلم الكوميدي ليلة في المتحف: سر القبر (2014). في ربيع عام 2007، ظهر على المسرح بدور «جيمي» في العرض الحيوي المسرحي الذي يحمل عنوان لوحة كريدو (The Credeaux Canvas) لكيث بونين، في مسرح شركة الفيل في لوس أنجلوس.

### 2010-2015: أدوار مساعدة

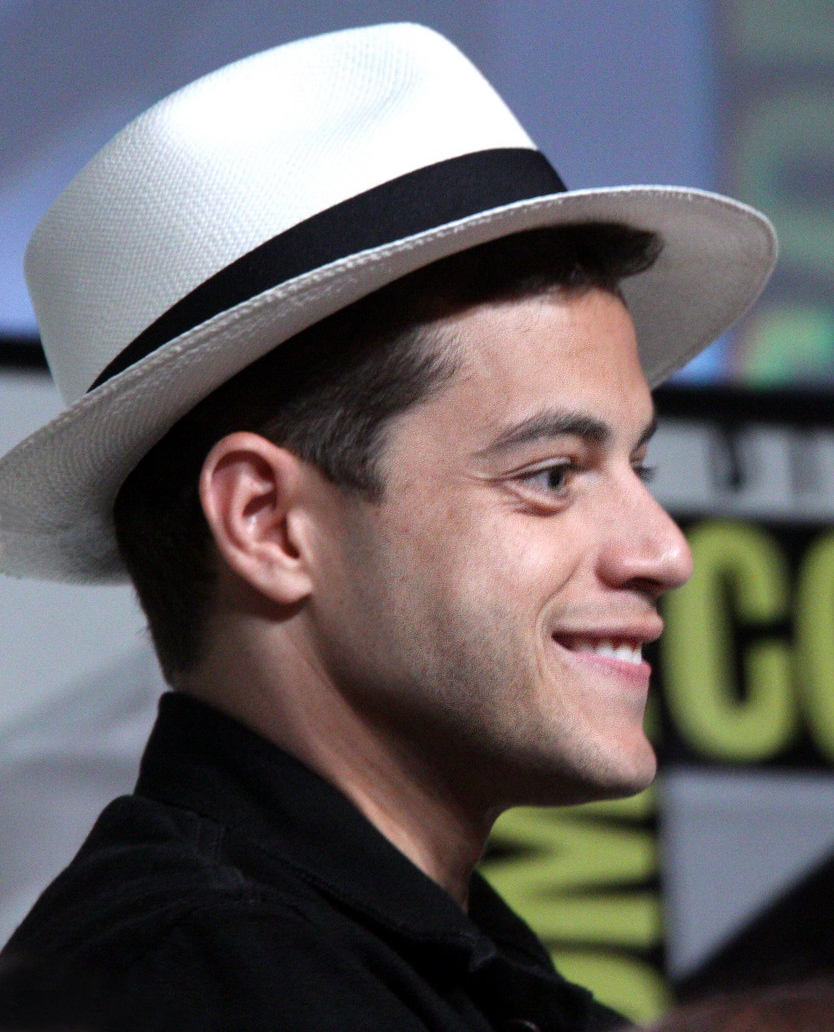
مالك في مؤتمر سان دييغو كومك كون إنترناشونال لعام 2012.

عاد مالك إلى التلفزيون في عام 2010 بدور متكرر بصفته المُفجر الانتحاري «ماركوس الذكار» في الموسم الثامن من مسلسل 24 المعروض على شبكة فوكس. بعد أن سئم من لعب أدوار سماها «إرهابيون مقبولون»، أعطى تعليمات لوكيل أعماله ألا يقبل أي دور يصوّر العرب أو الشرق الأوسط «بشكل سيئ». لاحقًا ذلك العام، حاز على استحسان النقاد على تصويره للعريف «ميريال «سنافو» شيلتون» في المسلسل القصير الذي حمل عنوان الهادئ عن الحرب العالمية الثانية، والحائز على جائزة إيمي، والذي عُرض على شبكة إتش بي أو. بسبب كثافة التصوير في مسلسل الهادئ، قرر أن يغادر هوليوود، ويعيش لفترة قصيرة في الأرجنتين، رغم أنه يقول بأنها لم تكن تجربة ناجحة، وأنه «وجد منذ ذلك الحين طرقًا أخرى للتكيف». خلال تصوير الهادئ، تلقى مالك رسالة من المدير التنفيذي توم هانكس يشيد فيها بأداء مالك. عرض هانكس بعد ذلك عليه تمثيل دور الطالب الجامعي «ستيف ديبياسي» في الفيلم الطويل لاري كراون، والذي أُطلق في شهر يوليو عام 2011.
هذه الفرص جعلت مالك يحصل على أدوار مساعدة في سلسلة من الأفلام العظيمة. في شهر أغسطس عام 2010، أُعلن أنه اختير ليمثل دور مصاص الدماء «الرجل المصري»، «بنجامين»، في فيلم ملحمة الشفق: بزوغ الفجر - الجزء 2. في عام 2013 لعب دور «نيت»، العامل الجديد في منزل جماعي للشباب، في الفيلم المستقل مدى قصير 12، أمام الممثلة بري لارسون. ظهر في فيلمين لسبايك لي خلال هذة الفترة، أحدها في النسخة المُعاد صنعها من الفيلم الكوري الفتى العجوز، في جزء قُصّ بشكل ملحوظ، ولاحقًا في الفيلم المُمول جماعيًا دم يسوع. بقي الرجلان صديقين. كان لديه أيضًا أدوار ثانوية في فيلم السفينة البحرية، والفيلم المُرشح للأوسكار المعلم، وفيلم ليس لديهم هيئات قديسين. ظهر بدور «جوش»، واحد من الشخصيات الرئيسية في لعبة حتى الفجر، وهي لعبة رعب أُصدرت لأجهزة البلي ستيشن 4 في 25 أغسطس من عام 2015. قدّم صوته وشكله الخارجي للشخصية، والتُقطت حركاته بشكل كامل في اللعبة.

### 2015-الآن: الانتشار والشهرة العالمية

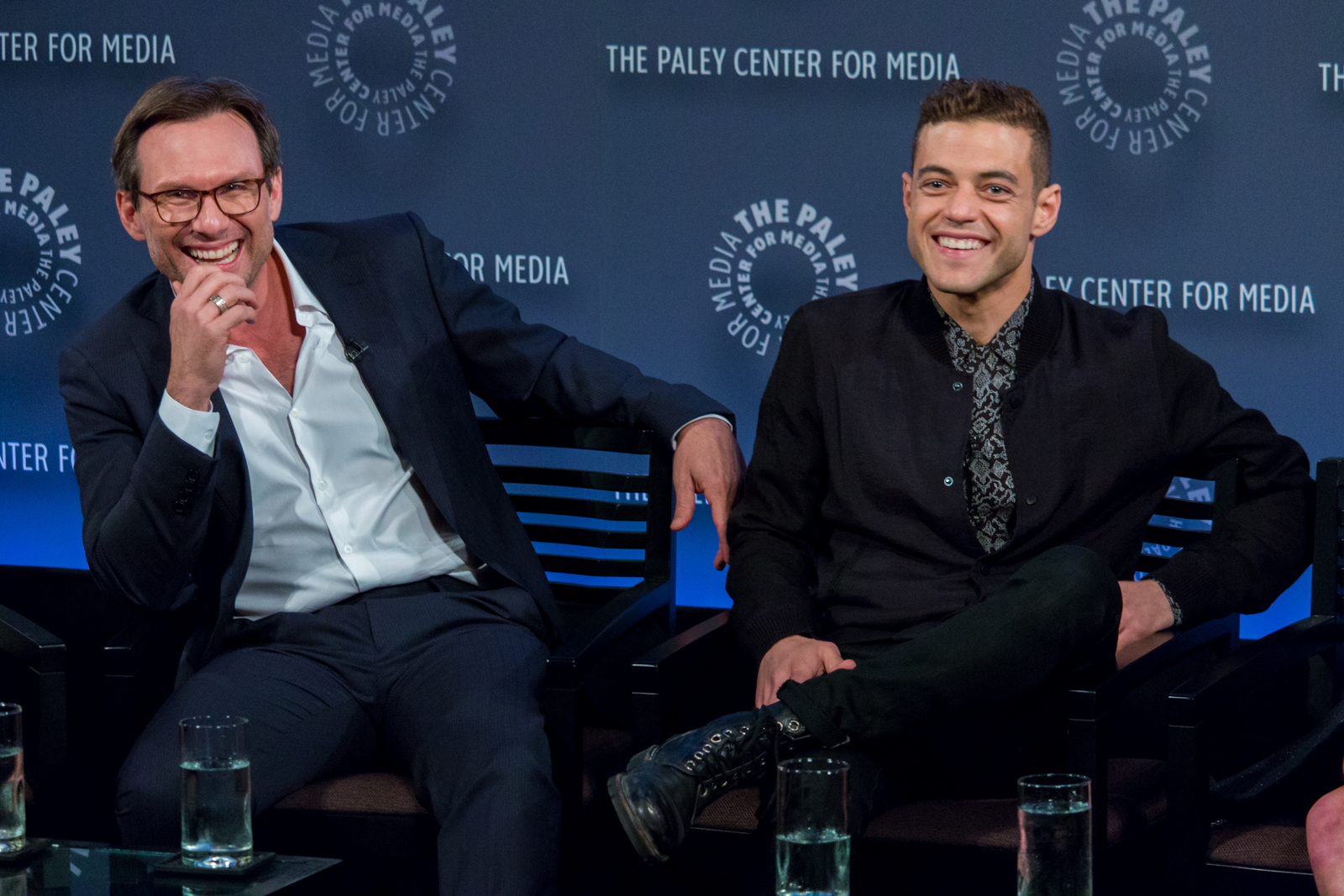
مالك وكريستيان سلاتر (يسار) يتحدثان كجزء من سلسلة مسلسلات السيد روبوت في مركز بالي للإعلام في عام 2015.

أجرى كاتب السيناريو سام إسماعيل اختبارات أداء لأكثر من 100 ممثل للعب دور الشخصية الرئيسية لإيليوت ألدرسون (مخترق حواسيب غير متزن عقليًا) من أجل عرض كان يحضّر له. وبما أنه فشل في اختيار ممثل للدور، قرر إعادة كتابة الشخصية برمتها مجددًا. لكن، بعد رؤيته لاختبار أداء مالك في نهايات صيف عام 2014، قال إسماعيل، «لقد فتح عينيّ على من هو «إيليوت» حقًا». عُرض مسلسل الدراما النفسية الناتج، السيد روبوت، لأول مرة في 24 يونيو عام 2015، على شبكة الولايات المتحدة الأمريكية، ويلعب فيه مالك الدور الرئيسي. ذهب إلى أخصائي نفسي كي يستطيع تمثيل الشخصية، والتي تعاني من اضطرابات اجتماعية وعقلية. حصل الدور على استحسان فوري من النقاد، إذ وصفته صحيفة يو إس إيه توداي بأنه «أداؤه الأفضل».

## فيلموغرافيا

### السينما
| السنة | الفيلم                            | الدور                     | ملاحظات            |
| ----- | --------------------------------- | ------------------------- | ------------------ |
| 2006  | ليلة في المتحف                    | أخمنرع                    |                    |
| 2009  | ليلة في المتحف 2                  | أخمنرع                    | أخمنرع             |
| 2011  | لاري كراون                        | ستيف ديبياسي              |                    |
| 2012  | سفينة حربية                       | الملازم: هيل              |                    |
| 2012  | ملحمة الشفق: بزوغ الفجر - الجزء 2 | بنجامين                   |                    |
| 2012  | المعلم                            | كلارك                     |                    |
| 2013  | ليس لهم هيئات القديسين            | ويل                       |                    |
| 2013  | مدى قصير 12                       | نايت                      |                    |
| 2013  | الفتى العجوز                      | براونينج                  |                    |
| 2014  | نيد فور سبيد                      | فاين                      |                    |
| 2014  | ليلة في المتحف: سر قبر            | أخمنرع                    |                    |
| 2014  | دم يسوع                           | سينيشال هيجنبوتوم         |                    |
| 2016  | مشروع X                           | الراوي المشارك (صوت)      | فيلم قصير          |
| 2016  | قلب باستور المريض                 | جوناه/باستور              |                    |
| 2017  | فراشة (Papillon)                  | لويس ديغا                 |                    |
| 2018  | الملحمة البوهيمية                 | فريدي ميركوري             |                    |
| 2020  | دوليتل                            | تشي-تشي (صوت)             |                    |
| 2021  | التفاصيل الصغيرة                  | المحقق جيم "جيمي" باكستير |                    |
| 2021  | لا وقت للموت                      | لوسيفر سافين              |                    |
| غ/م   | كانتربري غلاس                     |                           | الفيلم قيد الإنتاج |

### التلفاز
| السنة      | المسلسل              | الدور                 | ملاحظات                             |
| ---------- | -------------------- | --------------------- | ----------------------------------- |
| 2004       | بنات غيلمور          | آندي                  | الحلقة: "في صخب وضجة"               |
| 2005       | هناك                 | حسن                   | 2 حلقة                              |
| 2005       | وسيط روحاني (Medium) | تيموثي كارشر          | الحلقة: "حان الوقت للخروج من العقل" |
| 2005–2007  | الحرب في المنزل      | خليل "كيني" الباهر    | 21 حلقة                             |
| 2010       | 24                   | ماركوس الذكار         | 3 حلقات                             |
| 2010       | الهادئ               | ميريال "سنافو" شيلتون | 6 حلقات                             |
| 2012       | الكاتراز             | ويب بورتر             | الحلقة: "ويب بورتر"                 |
| 2012       | أسطورة كورا          | تانهو (صوت)           | 3 حلقات                             |
| 2014       | بيليف                | الطبيب آدم تيرى       | الحلقة: "الطيار"                    |
| 2015–2019  | السيد روبوت          | إليوت ألديرسون        | المسلسل كاملا؛ أيضا المنتج          |
| 2017- 2018 | بوجاك هورسمان        | فليب ماك-فيكر (صوت)   | 10 حلقات                            |

### ألعاب الفيديو
| السنة | اللعبة      | الدور             | ملاحظات   |
| ----- | ----------- | ----------------- | --------- |
| 2004  | هيلو 2      | أصوات إضافية      | نكروديتيد |
| 2014  | أسطوره كورا | تاهنو             |           |
| 2015  | أنتل داون   | جوشا "جوش" واشنطن |           |

## الجوائز والترشيحات
| السنة | الجائزة                       | الفئة                                                   | العمل المُرشح      | النتيحة | مراجع  |
| ----- | ----------------------------- | ------------------------------------------------------- | ----------------- | ------- | ------ |
| 2016  | جوائز الغولدن غلوب            | جائزة الغولدن غلوب لأفضل ممثل - مسلسل تلفزيوني دراما    | السيد روبوت       | رُشِّح     | [ 59 ] |
| 2016  | جائزة ساتالايت                | جائزة ساتالايت لأفضل ممثل - مسلسل تلفزيوني دراما        | السيد روبوت       | رُشِّح     | [ 60 ] |
| 2016  | جائزة نقابة ممثلي الشاشة      | جائزة نقابة ممثلي الشاشة لأفضل ممثل في مسلسل درامي      | السيد روبوت       | رُشِّح     | [ 61 ] |
| 2016  | جوائز اختيار النقاد للتلفزيون | جوائز اختيار النقاد للتلفزيون لأفضل ممثل في مسلسل درامي | السيد روبوت       | فوز     | [ 62 ] |
| 2016  | جائزة الإيمي برايمتايم        | جائزة الإيمي برايم تايم لأفضل ممثل رئيسي في مسلسل درامي | السيد روبوت       | فوز     |        |
| 2019  | جائزة الأوسكار                | جائزة الأوسكار لأفضل ممثل في دور رئيسي في فيلم          | الملحمة البوهيمية | فوز     | [ 63 ] |

## روابط خارجية
- رامي مالك على موقع IMDb (الإنجليزية)
- رامي مالك على موقع ميتاكريتيك (الإنجليزية)
- رامي مالك على موقع روتن توميتوز (الإنجليزية)
- رامي مالك على موقع مونزينجر (الألمانية)
- رامي مالك على موقع ألو سيني (الفرنسية)
- رامي مالك على موقع ميوزك برينز (الإنجليزية)
- رامي مالك على موقع تيرنر كلاسيك موفيز (الإنجليزية)
- رامي مالك على موقع أول موفي (الإنجليزية)
- رامي مالك على موقع قاعدة بيانات الأفلام السويدية (السويدية)
- رامي مالك على موقع إن إن دي بي (الإنجليزية)